# Lampritrema hawaiiense
Lampritrema hawaiiense är en plattmaskart. Lampritrema hawaiiense ingår i släktet Lampritrema och familjen Lampritrematidae. Inga underarter finns listade i Catalogue of Life.